# Ivica Todorić
Ivica Todorić (* 1951 in Zagreb, Jugoslawien) ist ein kroatischer Geschäftsmann. Er wuchs in der kroatischen Hauptstadt Zagreb auf, in der er später mit seiner Familie einen Blumen-, Früchte- und Gemüsehandel eröffnete. Die Staatsanwaltschaft von Kroatien sucht den Unternehmer mit internationalem Haftbefehl. Ihm werden Bilanzfälschung und Insolvenzverschleppung vorgeworfen. Die Staatsanwaltschaft des Bezirks Zagreb hat im November 2023 die Anklage im Fall Agrokor zurückgezogen, in der dem ehemaligen Eigentümer des Konglomerats, Ivica Todorić, und 14 weiteren Personen vorgeworfen wird, das Unternehmen um 1,2 Milliarden Kroatische Kuna betrogen zu haben.

## Leben

### Kindheit
Ivica Todorić wurde 1951 in Zagreb geboren. Seine Kindheit verbrachte er auf einem Bauernhof in Bozjakovina. Erst nach seiner Einschulung kam er nach Zagreb zurück, wo er später an der ökonomischen Fakultät studierte und diplomierte.

### Familie
Heute lebt er mit seiner Frau Vesna und seinen drei Kindern – Iva, Ante und Ivana – in Zagreb. Seine Frau und Kinder haben ebenfalls ein Diplom in Ökonomie und arbeiten innerhalb des Agrokor-Konzerns.
Sein Vater Ante Todorić war Direktor der Firma Agrokombinat und ein Geschäftsmann. 1971, im Zuge des kroatischen Frühlings wurde er abgesetzt und wegen der Zweckentfremdung von sechs Millionen D-Mark (drei Millionen Euro), die er der Matica hrvatska zum Waffenkauf gegeben haben soll, angeklagt und 1973 zu 13 Jahren Haft verurteilt. Davon verbrachte er viereinhalb Jahre im Gefängnis in Nova Gradiška.

## Karriere
Nachdem Todorić sein Wirtschaftsstudium abgeschlossen hatte, begann die Familie mit der Blumenzucht und stieg 1976 auch in den Einzelhandel ein. Bereits nach wenigen Jahren erreichte die Familie Todorić einen Marktanteil von 40 % im Blumenhandel in Ex-Jugoslawien. Außerdem betätigte sich die Familie im Früchte- und Gemüsehandel. Aufgrund seiner Investitionen in die Herstellung und Distribution wurde Agrokor eines der führenden Konglomerate in der Region in den 1980ern und zum Marktführer im Blumenhandel. Im Jahr 1989 wurde Agrokor als Aktiengesellschaft registriert und Ivica Todorić sein 100%iger Besitzer.
Im Jahr 1992, nach dem Zerfall Jugoslawiens, erweiterte Todorić seine Geschäfte und erwarb das Unternehmen Jamnica und ein Jahr später das Unternehmen Zvijezda, welches Mayonnaise, Öl und Butter herstellt. Im Jahr 1994 expandierte Agrokor weiter, indem Todorić noch die Firmen „Ledo“ (Eiswaren), „Unikonzum“, „Bobis“, das Silo „Mlinove Vinkovci“, eine Salzsiederei auf Pag, das Hotel Opera (ehemaliges Inter-Continental) erwarb und die „Kreditbank Zagreb“ gründete. 2005 wurde mit „PIK Vrbovec“ das größte Fleischverarbeitungsunternehmen Kroatiens gekauft und mit „Belje“ der größte Lieferant landwirtschaftlicher Erzeugnisse erworben. In den weiteren Jahren wurden verschiedene Unternehmen im Bereich der Lebensmittelherstellung und -vermarktung in Ungarn, Serbien, Bosnien-Herzegowina und Slowenien mit dem Ziel aufgekauft, Marktführer in Südosteuropa zu werden.
Alle Beteiligungen sind im Konzern Agrokor zusammengefasst, an welchem Ivica Todorić 91,67 % und die EBRD 8,33 % hält.
Der Kauf der slowenischen Supermarktkette Mercator im Jahr 2013 leitete finanzielle Schwierigkeiten für Agrokor ein, 2017 musste der Staat aufgrund eines drohenden Konkurses eingreifen.

### Skandale
1992 zahlte die „Kreditbank Zagreb“ sechs Millionen D-Mark an „Agrokor“ für den Ankauf von Mais und Weizen aus Osijek und Kutjevo, die als Staatsvorräte gedacht waren. Todorić hatte diesen Weizen zuvor exportiert, die Devisen an „INA“, eine kroatische Mineralöl- und Gasgesellschaft, verkauft und die Staatsvorräte nachträglich, teilweise mit Weizen aus Serbien, gefüllt.
In demselben Jahr bewilligte die „Kreditbank Zagreb“ Todorić einen Kredit über 80 Millionen D-Mark für den Ankauf von Mais. Später erfuhr man, dass er 48 Millionen D-Mark dieser Summe nicht dafür verwendete, Mais zu kaufen. Todorić entging überraschend der Verfolgung durch die Justiz, da die Bank eine von ihm vorgelegte Erklärung für die Verwendung des Geldes sofort annahm.

## Das Schloss Kulmer
Todorić kaufte 1999 Grundbesitz im Ausmaß von 7000 Quadratmetern bei Šestine im Zagreber Bezirk Podsljeme. Dieser Grundbesitz umfasst drei Gebäude der Schlossanlage und einen Weinkeller. Das Schloss wurde für etwa 2,7 Millionen Euro originalgetreu renoviert, was sich als problematisch erwies, da das letzte Foto der Burg nach einem Brand noch vor dem Zweiten Weltkrieg aufgenommen worden war. Todorić ließ die Burg um ein unterirdisches Schwimmbecken und eine Sauna ergänzen.